# STS-5
Aquest article parla sobre una missió del transbordador espacial. Per altres significats, vegeu Mrs. Ples.
L'STS-5 fou una missió del transbordador espacial de la NASA utilitzant el transbordador espacial Columbia.m que fou llançat el 16 de novembre del 1982. Fou la cinquena missió del transbordador espacial, i també la cinquena pel transbordador espacial Columbia.